# 涙をとどけて (スティーヴィー・ワンダーのアルバム)
『涙をとどけて』 (Signed, Sealed & Delivered ) は、1970年に発表されたスティーヴィー・ワンダーのアルバム。

## 特徴
タイトル曲「涙をとどけて」は全米チャートポップ部門3位、R&B部門2位の大ヒットをとばしており、「ヘヴン・ヘルプ・アス・オール」はポップ部門9位、R&B部門2位のヒット曲となっている。ビートルズのカヴァー曲、「恋を抱きしめよう」も、ポップ、R&B部門ともにヒットしている。
最初に収められている曲、「夢の中の君」は1970年の初めにシングルとしてリリースされており、ヘンリー・コスビーはスティーヴィー、シルヴィア・モイとともにプロデューサーとしてクレジットされているが、クリエイティヴ面でスティーヴィーの決定権の方が上回っており、モータウン特有のストリングスが全体の雰囲気を盛り上げつつ互いに補完し合い、スティーヴィー・ワンダーの声の感情の深さが楽器間の相互関係によって引き立っている。
Side1の5曲目の「表紙で本はわからない」の録音中のとある日曜日に、モータウンのドラマーであるベニー・ベンジャミンの訃報があったという。
このアルバムが出るまで、モータウンは彼の音楽的方向性を誤って把握していたことは、クラレンス・ポールから音楽プロデューサーを引き継いだジーン・キースの以下の証言からも分かる。
モータウンのヒット・シングルへの執心や個々のアーティストを管理し、自由なふるまいを認めなかったことで、スティーヴィーと会社との軋轢を徐々に招く結果となった。それでもスティヴィー自身は会社に対する批判には慎重であり、テンプテーションズの「クラウド・ナイン」の斬新さを評価したりしていた。
このアルバムを発表する直前、スティーヴィーはモータウンと2度目の契約更新をしており、次作のプロデュース権を獲得している。彼にとって、一人のアーティストとして自分のアイデンティティを思う存分発揮した初のアルバムであり、当時20歳であった彼は、自身のキャリアを自力で変革する試みをしている。モータウンのベリー・ゴーディ社長は「スティーヴィーは契約を更新するにあたって途轍もない金額を請求してきた」と証言しており、ビジネス面のみならず、ほとんどすべての楽器を演奏し、アレンジし、プロデュースも行っている。『ローリング・ストーン』誌1986年4月10日号の記事によると、当時の妻であるシリータは
と語っている。

## 収録曲
Side 1
1. "Never Had a Dream Come True（Stevie Wonder, Henry Cosby, Sylvia Moy) – 3:13　夢の中の君
2. "We Can Work It Out(Lennon–McCartney|John Lennon, Paul McCartney) – 3:19　恋を抱きしめよう
3. "Signed, Sealed, Delivered I'm Yours(Lee Garrett, Lula Mae Hardaway, Wonder, Syreeta Wright) – 2:41　涙をとどけて
4. "Heaven Help Us All(Ron Miller) – 3:13　ヘヴン・ヘルプ・アス・オール
5. "You Can't Judge a Book By Its Cover" (Cosby, Pam Sawyer, Wonder) – 2:32　表紙で本はわからない
6. "Sugar"(Don Hunter, Wonder) – 2:52　シュガー

Side 2
1. "Don't Wonder Why" (Leonard Caston Jr) – 4:54　ドント・ワンダー・ホワイ
2. "Anything You Want Me To Do" (Hunter, Hardaway, Paul Riser, Wonder) – 2:19　あなたのためなら
3. "I Can't Let My Heaven Walk Away" (Joe Hinton, Sawyer) – 2:53　マイ・ヘヴン・ウォーク・アウェイ
4. "Joy (Takes Over Me)" (Duke Browner) – 2:12　ジョイ
5. "I Gotta Have a Song" (Hunter, Hardaway, Riser, Wonder) – 2:32　歌がなければ
6. "Something to Say" (Hunter, Wonder) – 3:26　サムシング・トゥ・セイ